# Young and Dangerous (série de films)

Young and Dangerous (古惑仔) est une série de films hongkongais sur un groupe de jeunes membres de la triade, à travers leurs aventures, leurs dangers rencontrés et leur évolution dans le monde des triades de Hong Kong. La série est l’adaptation de la bande-dessinée Teddy Boy.
La série a beaucoup contribué à l'image publique des triades et a été condamnée par certains milieux comme glorifiant les sociétés secrètes des triades. Cependant, elle reste immensément populaire à Hong Kong avec 15 films au total, dont des suites et des films dérivés. Ses acteurs et actrices principaux sont également devenus des vedettes importantes du cinéma hongkongais.
Andrew Lau est directeur de la photographie et réalisateur des 1, 2, 3, 4 et 5, du film dérivé Born to Be King ainsi que d'une préquelle. Manfred Wong a de son côté scénarisé l'ensemble de la franchise.

## Série

### Andrew Lau

#### Young and Dangerous (1995–2000)
- Young and Dangerous (古惑仔之人在江湖) (1996)

Young and Dangerous raconte l'histoire de Chan Ho-nam (Ekin Cheng), Chicken Chiu (Jordan Chan), Tai Tin Yee (Michael Tse), Pao Pan (Jerry Lamb) et son frère Chow Pan (Jason Chu) durant leur entrée dans la triade Hung Hing. L’accent est mis sur les querelles internes au sein de la société, menée par Ugly Kwan (Francis Ng).
- Young and Dangerous 2 (古惑仔之猛龍過江) (1996)

L'histoire de Young and Dangerous 2 se divise en deux parties : la première se concentre sur Chicken et son exil à Taïwan qui avait été ignoré dans le premier film. La seconde traite de la triade Hung Hing qui tente de s'allier à la triade taïwanaise de Chicken San Luen. Le personnage Banana (Jason Chu) est recruté dans le cercle de Ho Nam. Au même moment, une élection visant à obtenir le statut de direction de Causeway Bay est en cours, avec Chan Ho-nam comme premier candidat, jusqu'à ce qu'une rivalité éclate entre lui et un autre membre de Hung Hing, Tai Fei (Anthony Wong).
- Young and Dangerous 3 (古惑仔之隻手遮天) (1996)

Chan Ho-nam et Chicken reviennent dans Young and Dangerous 3, cette fois pour affronter la triade rivale Tung Sing, qui tente d'usurper l'influence de Hung Hing à Hong Kong en demandant à un membre de Tung Sing, Crow (Roy Cheung) de condamner Ho-nam pour le meurtre du président de Hung Hing, Chiang Tin-sang (Simon Yam). Parmi les bons côtés, Chicken trouve une nouvelle petite amie avec Wasabi (Karen Mok), la fille du prêtre comique, le père Lam l'« Arme fatale ».
- Young and Dangerous 4 (97古惑仔之戰無不勝) (1997)

Lorsque le poste de chef de la branche de Tuen Mun se libère, Chicken décide de se porter candidat et se confronte à un membre de Hung Hing, Barbarian, qui recourt à l'impitoyable membre de Tung Sing, Thunder Tiger (Roy Cheung) pour l'aider dans sa candidature. La triade doit également trouver un nouveau président à la Société Hung Hing, Chiang Tin-yeung (Alex Man (en)), frère aîné de Chiang Tin-sang, qui réside en Thaïlande. Dans Young and Dangerous 4 font également leur apparition dans les rangs des Hung Hing des personnages tels que Ben Hon (Wan Yeung-ming (en)), Sœur 13 (Sandra Ng) et Prince (Ken Lo).
- Young and Dangerous 5 (98古惑仔之龍爭虎鬥) (1998)

Bien que Chicken ne fasse pas son apparition, Chan Ho-nam rencontre une nouvelle petite amie avec Mei Ling (Shu Qi). Pendant ce temps, la triade Tung Sing revient à nouveau causer des problèmes à la triade Hung Hing, sous la forme du nouveau chef Szeto Ho-nam (Mark Cheng). Young and Dangerous 5 se déroule durant la rétrocession de Hong Kong à la Chine, les « garçons » devenant des « hommes », au fur et à mesure qu'ils se développent et deviennent plus impliqué dans les activités de la triade.
- Born to Be King (古惑仔之勝者為王) (2000)

Born to Be King, aussi appelé Young and Dangerous 6, est le dernier volet de la franchise et des personnages centraux. Ce film est un retour en forme pour la série avec ce qui est considéré comme une fin idéale par les spectateurs. Chicken épouse Nanako (Anya), la fille du parrain japonais yakuza Isako Kusaraki (Sonny Chiba), afin de lier les relations entre la triade taïwanaise San Luen et le clan Kurasaki. Lorsque Chicken est condamné pour meurtre, il cherche l'aide de ses vieux amis de Hung Hing.

### Raymond Yip
- Once Upon a Time in Triad Society (旺角揸Fit人) (1996)

L'histoire de l'ascension et de la chute du gangster Ugly Kwan (Francis Ng) au sein des triades. C'est une sorte de film dérivé de la série Young and Dangerous. Tandis que Ng reprend son rôle de Ugly Kwan et que le prêtre de la série (Lam) refait son apparition, leurs finalités n'ont rien à voir avec celles de Young and Dangerous.
- Once Upon a Time in Triad Society 2 (旺角揸Fit人2) (1996)

Ce n’est pas une suite du premier volet. Ng joue cette fois-ci le rôle de Dagger qui a la réputation d’être doué pour le combat. Mais très vite, sa réputation est balayée par les rumeurs et il utilise son esprit pour se sortir de situations meurtrières.
- Portland Street Blues (古惑仔情義篇之洪興十三妹) (1998)

Portland Street Blues est le premier film dérivé de la franchise, offrant un contraste important avec les films Young and Dangerous qui développent davantage de personnages. Cette fois, l'histoire est centrée sur Sœur 13. Dans un monde clandestin dominé par les hommes, le film raconte comment elle fait face aux épreuves et aux tribulations de son ascension pour devenir la dirigeante de la branche de Hung Hing de Portland Street (en), et de son choix de renoncer à une relation hétérosexuelle. Le film donne également plus de détails et d’éclairages sur la triade rivale Tung Sing et l’amitié entre Sœur 13 et Ben Hon.
- Young and Dangerous: The Prequel (新古惑仔之少年激鬥篇) (1998)

Racontant les premières années de Chan Ho-nam (Nicholas Tse) et de Chicken (Sam Lee), cette préquelle revient sur l'époque où ils voulaient suivre Oncle Bee de Hung Hing. Le film fait apparaître Shu Qi et Daniel Wu.
- The Legendary Tai Fei (古惑仔激情篇洪興大飛哥) (1999)

Dans cet autre film dérivé, après que Tai Fei ait obtenu le contrôle de North Point (en) dans Young and Dangerous 4, il découvre qu'il a un fils. Pire encore, que celui-ci est membre de la triade rivale de Tung Sing, qui s'occupe maintenant de trafic de drogue.
- Those Were The Days... (古惑仔之山鸡的故事) (2000)

Ce semi film dérivé/préquelle suit la vie de Chicken avant qu’il ne rejoigne la triade Hung Hing. Le film fait apparaître Gigi Leung comme ami d'enfance de Chicken.
- Once a Gangster (飛砂風中轉) (2010)

Once a Gangster est une parodie de Young and Dangerous. Ce film ne suit pas directement l'intrigue principale mais est une comédie d'action. Ekin Cheng et Jordan Chan sont tous deux les acteurs principaux du film sous les noms de Sparrow et Roast Pork.

### Jingle Ma
- Goodbye Mr. Cool (古惑仔之九龍冰室) (2001)

Goodbye Mr. Cool est la suite officielle de la série Young and Dangerous. Ekin Cheng et Karen Mok sont les acteurs principaux du film sous les noms de Dragon et Reine du monde souterrain. L'histoire suit un chef de triade à la retraite (Cheng) qui quitte la vie criminelle pour se reconvertir comme serveur dans un café de Kowloon. La Reine du monde souterrain (Mok) ramène Dragon dans le monde des triades. Bien que celui-ci hésite à y retourner, ce n'est qu'une question de temps avant qu'il ne joue un rôle clé dans une guerre de gangs sanglante.

### Daniel Chan
- Young and Dangerous: Reloaded (古惑仔：江湖新秩序) (2013)

Ce film est un redémarrage de la série. Lors d'une nuit sombre à Mong Kok, May, la cousine de Dai Tin-yee (Dominic Ho), est violée et assassinée par Med King (Deep Ng) et ses hommes. Furieux, Tin-Yee et ses amis, Chan Ho-nam (Him Law (en)), Chicken (Oscar Leung (en)) et Pou-Pan (Lam Tsz-sin (en)) traquent les coupables pour venger la mort de May. Alors que Med King est sous l'aile de Ugly Kwan (Sammy Sum (en)), un important chef de la triade Hung Hing, celui-ci donne l'ordre de se débarrasser de Ho-Nam par tous les moyens.

## Distribution
- Ekin Cheng : Chan Ho-nam
- Jordan Chan : Chicken/Little Chicken (dans Those Were The Days)
- Michael Tse : Dai Tin Yee/Michael (Born to Be King)
- Jerry Lamb : Pou Pan
- Jason Chu : Chow Pan (1)/Banana Skin (2–5)/Jason (Born to Be King)
- Gigi Lai : Smartie / Tuan Mu Ruo Yu (dans Born to Be King)
- Anthony Wong : Tai Fei
- Sandra Ng : Sœur Treize/Tsui Siu Siu
- Lam Sheung-yee (en) : le prêtre/Arme fatale
- Karen Mok : la fille du prêtre
- Francis Ng : Ugly Kwan
- Frankie Ng : Oncle Bee
- Simon Yam : Chiang Tin-sang
- Suki Chan (en) : Ho Yan
- Teresa Ha : la mère de Kwan
- Joe Cheng : le parrain Ba Bai
- Lee Siu-kei : le parrain Keith
- Shing Fui-on : le parrain Saur
- Wang Lung-wei (en) : le parrain Wai